# Wappen von Barbados
Das Wappen von Barbados wurde durch einen Erlass Königin Elisabeths II. nach der Unabhängigkeit 1966 angenommen.

## Beschreibung
Im goldfarbenen Wappenschild sind am oberen Schildrand zwei rote Caesalpinienblüten über einem grünen ausgerissenen Bartfeigenbaum (ficus citrifolia). Der Wappenschild wird links gehalten von einem Pelikan und rechts von einer rotgeflossten Goldmakrele, auch Delphinfisch genannt. Auf den Schild ruht ein Stechhelm mit gold-roten Helmdecken. Aus der gold-roten Helmwulst ragt ein menschlicher Arm empor, der zwei Zuckerrohre zum Andreaskreuz gekreuzt hält.
Unterhalb des Schildes eine silberne Schriftrolle, auf welcher das Motto von Barbados steht:
Pride and Industry (zu deutsch: „Stolz und Fleiß“).

## Symbolik
Der Pfauenstrauch (Caesalpinia pulcherrima) ist die barbadische Nationalblume, und der Stolz von Barbados. In der Mitte des Schildes befindet sich ein Ficus barbata, ein großer Feigenbaum mit Wurzeln, nach dem die Insel benannt wurde, weil die Eroberer bei ihrer Ankunft viele solcher Bäume sahen. Der Pelikan steht für die Pelikan-Insel, die Goldmakrele (Mahi Mahi) steht für den Fischfang. Das Nationalsymbol von Barbados ist die Faust eines Menschen, der zwei gekreuzte Zuckerrohre hält. Das symbolisiert die traditionell große Bedeutung der Zuckerindustrie und den Tag der Unabhängigkeit am Andreastag, dem 30. November.
Das Wappen von Barbados ist in abgewandelter Form auch auf der Standarte des Präsidenten zu sehen.